# 876
876 (DCCCLXXVI) je bilo prestopno leto, ki se je po julijanskem koledarju začelo na nedeljo.

## Dogodki
- 1. januar

## Smrti
- 28. avgust - Ludvik II. Nemški, kralj Vzhodnofrankovskega kraljestva (* okoli 810)